# Mariestads (öl)

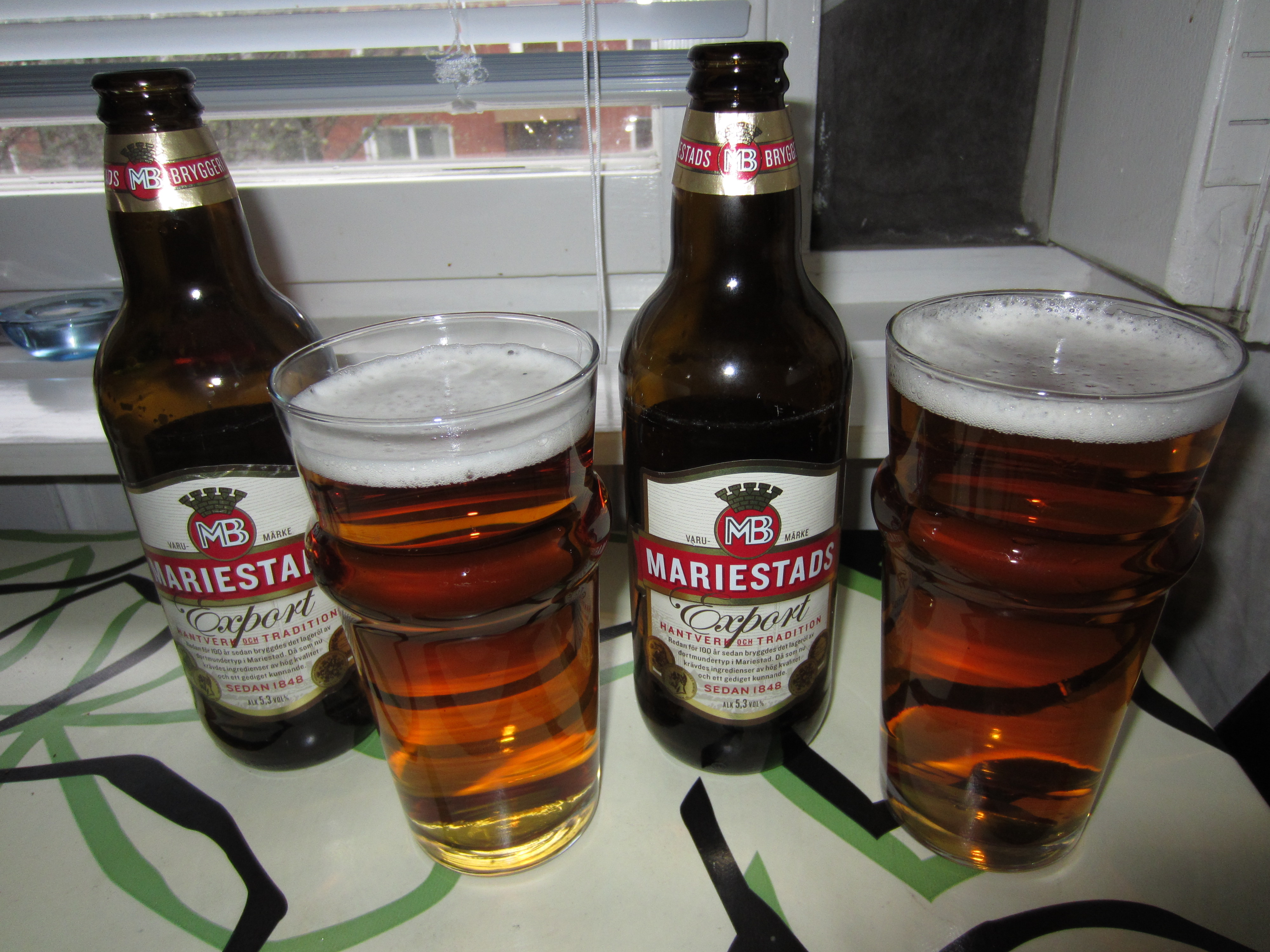
Mariestad 5,3% tappad på flaska.

Mariestads är ett svenskt öl som bryggs av Spendrups sedan 2000.  Själva ölsorten har funnits sedan 1848.[källa behövs] Ölet tappas i flaskor och burkar om 50 eller 33 centiliter. Det bryggs på tysk perlehumle.
Varumärket har tagit sitt namn efter Mariestads bryggeri som lades ner av Spendrups 1972, sedan man ägt det i fem år. I övrigt har ölet inget samband med Mariestads bryggeri.
Det bryggs i Grängesberg.